# 絢香×コブクロ
絢香×コブクロ（あやか・コブクロ）は、絢香とコブクロが結成したユニット。

## メンバー
- 絢香
- コブクロ
  - 小渕健太郎
  - 黒田俊介

## 概要
2007年、日産自動車とワーナーミュージック・ジャパンが立ち上げた、新ミュージックレーベルCUBE LOVES MUSICの第1弾アーティスト。
フジテレビ系の音楽番組「MUSIC FAIR 21」で、それぞれのヒット曲「ここにしか咲かない花 」、「I believe」で共演・コラボレーションを果たしていた絢香とコブクロが、その収録の際｢レーベル・メイト｣ということもあり意気投合。
2006年8月21日のコンベンションの話をした際、｢LIVE時に一緒に歌いたい｣という絢香のオファーに対して、｢どうせやるなら曲を作ろう｣とコブクロが快諾。
その日にうちに、スケジュールをお互いに確認・調整し、後日プリプロスタジオで完成させた曲が「WINDING ROAD」である。
2006年夏のライブでの初披露されてから発売が待望されていた、スペシャルユニットでの楽曲である。
ちなみに立ち位置は普段からコブクロの2人が左から黒田→小渕の順で並ぶが、その2人の真ん中に絢香が入った順番で、ライブの時やアーティスト写真などは並んでいる。
風に吹かれて2007において新曲「あなたと」が披露された。

## ディスコグラフィ

### シングル
1. WINDING ROAD （2007年2月28日発売）
2. あなたと （2008年9月24日発売）